# Klang der Stolpersteine

Klang der Stolpersteine zum Gedenken an Familie Josephy, Opfer der NS-Judenverfolgung in Jena, Ebertstraße 4

Der Klang der Stolpersteine ist eine politisch-künstlerische Aktion, ein Klang-Denkmal in Jena. Zum Gedenken insbesondere an die Novemberpogrome 1938 kommen jedes Jahr am 9. November 1000 bis 3000 Menschen an 50 bis 60 Orten der Stadt zu kleinen öffentlichen Konzerten zusammen. In das künstlerische Gedenken wird auch die jüngere Geschichte, wie die NSU-Mordserie, einbezogen.

## Ablauf
Jedes Jahr seit 2017 am 9. November ab 17.45 Uhr musizieren und rezitieren etwa 500 Aktive an über 50 Orten unter freiem Himmel, an Straßen und Plätzen der Stadt, und laden dazu die Öffentlichkeit ein. Exakt gleichzeitig ab 18.15 Uhr wird dezentral gemeinsam mit den Passanten das jiddische Lied Dos Kelbl gesungen. Aufführungsorte sind alle Orte in der Stadt, an denen Stolpersteine liegen (2024: 64 Stolpersteine in Jena) und darüber hinaus Orte, die mit Verbrechen während der Zeit des Nationalsozialismus in Verbindung gebracht werden können oder einfach nur von Bedeutung für die Stadt sind. Der Klang der Stolpersteine endet mit einer zentralen Abschlusskundgebung am Bahnhof Jena West zum Gedenken an die Deportation der Juden, Sinti und Roma. Hier wird noch einmal von allen gemeinsam auf dem Bahnhofsvorplatz das Lied Dos Kelbl gesungen.
Die Aktion beruht komplett auf ehrenamtlichem Engagement. Sie ist eine Reaktion auf mehrere rechtsextreme Demonstrationen durch Jena im Jahr 2016. Sei 2023 gibt es vergleichbare Aktionen auch in Bad Köstritz, Weimar, Naumburg (Saale) und Rostock.